# Lino Cason
Lino Cason (Maserada sul Piave, 27 ottobre 1914 – Mazzè, 15 luglio 1989) è stato un calciatore italiano, di ruolo centrocampista.

## Carriera
Giocò in Serie A con Juventus e Bari.
Militò anche nel Vigevano, nel Baratta di Battipaglia e nella Salernitana.

## Palmarès

### Club

#### Competizioni nazionali
- Campionato italiano: 1

Juventus: 1934-1935
- Campionato italiano Serie C: 1

Salernitana: 1942-1943 (girone L)